# The Elder Scrolls IV: Oblivion
The Elder Scrolls IV: Oblivion je fantasy akční hra na hrdiny vyvinutá společností Bethesda Softworks, LLC. Jde o čtvrté pokračování herní série The Elder Scrolls. Hra byla poprvé vydána 20. března 2006 v Severní Americe a 24. března v Evropě. Vedle osobních počítačů je určena i pro herní konzole Xbox 360 a PlayStation 3. Některým nehratelným postavám (NPC) propůjčili své hlasy známí herci (např. Patrick Stewart, Lynda Carterová, Sean Bean a Terence Stamp).
V roce 2025 vyšel remaster hry.

## Hratelnost
Oblivion je akční hra na hrdiny zasazená v otevřeném světě s nelineární hratelností. Hráč může kdykoli během hraní hry plnit vedlejší úkoly, komunikovat s nehratelnými postavami, zabíjet nestvůry, vylepšovat svou postavu a cestovat kdekoli v provincii Cyrodiil, pokud se nejedná o oblasti uzamčené pro specifické úkoly a jiným způsobem nepřístupné. Hra nikdy nekončí a hráč může po dokončení hlavní dějové linie pokračovat v hraní. Hra obsahuje systém rychlého cestování; na mapě herního světa se objeví ikona pokaždé, když hráč navštíví novou lokaci. To se netýká hlavních měst světa, jež jsou pro rychlé cestování odemčena již od začátku hry. Hráč může na požadované místo dorazit okamžitě výběrem ikony na mapě.
Tvorba a následný vývoj postavy je hlavním prvkem titulu. Na začátku hry si hráči vyberou jednu z deseti humanoidních nebo antropomorfních ras, z nichž každá má jiné přirozené schopnosti, a upraví si vzhled své postavy. Cílem hráčů je zlepšovat její dovednosti, jež číselně vyjadřují její schopnosti v určitých oblastech. Na začátku hry je vybráno sedm dovedností, jež jsou označeny jako hlavní, ostatní se stanou dovednostmi vedlejšími. Hráči si své úrovně zvyšují získáním celkem deseti bodů v hlavních dovednostech; to jim dává možnost zlepšovat si své vlastnosti. Vlastnosti obecně charakterizují schopnosti postavy, jedná se například o rychlost a odolnost, zatímco dovednosti jsou specifičtější, jmenovitě zbrojíř nebo atletika. Postihy, jako jsou nemoci a jedy, mohou hráči snížit vlastnosti jeho postavy. Když hráči dosáhnou 25, 50, 75 nebo 100 bodů v jedné dovednosti, odemknou si nové schopnosti související s danou dovedností.
Ve hře je k dispozici 21 dovedností, jež jsou rovnoměrně rozděleny do kategorií boje, magie a plížení, přičemž mnoho z nich se zaměřuje na více než jednu oblast. Bojové dovednosti se používají především v boji a ovlivňují brnění a zbraně, jako jsou čepele, sekery, palcáty a kladiva. Magické dovednosti se spoléhají na používání kouzel, která ovlivňují fyzický svět a mysli ostatních, zraňují a oslabují nepřátele, vyvolávají nestvůry na pomoc v boji a léčí zranění. Dovednosti plížení umožňují hráči vyháčkovávat zámky, smlouvat o zboží a být výřečný a umět manipulovat s lidmi. Též mu pomáhají být lstivější v boji používáním luku nebo zákeřného útoku. Kouzla, zbraně a další nástroje, jež hráč potřebuje k využití a vylepšení těchto dovedností, jako jsou například nástroje pro vyháčkování, lze zakoupit v obchodech, ukrást od nehratelných postav nebo najít v podobě kořisti u mrtvých nepřátel či v kobkách.
Oblivion lze hrát z pohledu první nebo třetí osoby s výjimkou verze pro mobilní telefony, kde titul využívá izometrického zobrazení. Hráč může kdykoli změnit obtížnost hry, čímž oslabí protivníky a zvýší šanci na úspěch při vykonávání jednotlivých činností. Na obrazovce se neustále zobrazují prvky uživatelského prostředí, které poskytuje informace o zdraví, maně a únavě postavy, přičemž jejich kapacitu lze zvětšovat zvyšováním úrovně hráče. Zdraví lze obnovovat kouzly, lektvary nebo odpočinkem; ztráta veškerého zdraví má za následek smrt. Mana umožňuje sesílat kouzla a tím se zároveň vyčerpává; časem se přirozeně obnovuje, ale lze ji doplnit podobně jako zdraví. Únava ovlivňuje efektivitu postavy v boji a její celkovou výkonnost, lze ji však zmírnit odpočinkem, lektvary a kouzly.
Na celém světě se nachází řada nepřátel, včetně klasických fantasy příšer, jako jsou impové a goblini, a zvířat, jmenovitě například medvědi a vlci. Jak hráč zvyšuje svou úroveň, stávají se nepřátelé silnějšími a zbraně a brnění účinnějšími. Tato mechanika postupného zvyšování úrovně aspektů světa na hráčovu (tzv. level-scaling) byla do hry začleněna za účelem udržení stálého a mírného aspektu obtížnosti. Level-scaling v kombinaci se systémem úrovní se však setkal s kritikou, protože má tendenci dělat hru nevyváženou. Postavy s hlavními dovednostmi, jež se zvyšují nezávislé na vůli hráče, jako je atletika nebo zbrojíř, se mohou dostat do situace, kdy se jejich úroveň zvyšuje příliš rychle a nepřátelé jsou tak úměrně těžší, než bylo zamýšleno.

## Příběh
Hra se odehrává šest let po událostech předchozího titulu The Elder Scrolls III: Morrowind během Třetího věku a je zasazena v centrální provincii Cyrodiil fiktivního kontinentu Tamriel.
Hráč je situován do postavy vězně, který se probouzí ve vězeňské cele v Císařském městě. V jeho cele je náhodou také umístěn vstup do tajné chodby, která slouží císaři k úniku v naléhavých případech. Takto se hráč potkává s císařem Urielem Septimem VII., který se spolu se svými strážci z elitní císařské organizace Čepelí (Blades) snaží tajnou chodbou uniknout před vrahy z kultu uctívačů démonů nazývaného Mythic Dawn. Císař se zmiňuje o snu, v němž spatřil vězňovu tvář, a má obavu, že den, kdy vězně (hráče) spatří, bude jeho posledním. Vězeň této příležitosti využije a tajnou chodbou uniká z vězení stejnou cestou jako císař a jeho doprovod. Na svém útěku je svědkem několika dalších útoků atentátníků na císaře, který je nakonec smrtelně zraněn. Ten před svou smrtí vězňovi ještě svěří Amulet králů a požádá ho, aby amulet donesl Jauffremu do Weynonského převorství u města Chorrol. Jeskyněmi a kanalizací se vězeň dostane na svobodu a může se svobodně pohybovat po celé provincii Cyrodiil. Během setkání s císařem a při postupu podzemím si hráč zvolí, za jakou postavu bude hrát, a projde základní výukou ovládání hry. Před opuštěním podzemí má hráč možnost základní určení své postavy ještě naposledy změnit.
Po této úvodní části hry se hráč může volně rozhodnout, zda bude pokračovat v plnění úkolů z hlavní dějové linie hry či zda vstoupí do některé z frakcí a bude plnit vedlejší úkoly zadávané mu jeho nadřízenými či zda bude plnit úkoly zadávané některými NPC v různých městech a na dalších místech provincie. Také jen může volně prozkoumávat provincii, bojovat s bandity, divokými zvířaty a příšerami, plenit zříceniny starých hradů a elfských sídel a nalezenou kořist prodávat obchodníkům. Postup v hlavní dějové linii lze samozřejmě volně kombinovat i s plněním všech dalších úkolů.
Pokud hráč pokračuje v úkolech hlavní dějové linie, dozví se, že císařova smrt umožnila otvírání bran do Oblivionu neboli Zapomnění, paralelního světa démonů (tzv. daeder), kteří se chystají k invazi do světa Tamriel. Podle prastarého příběhu se totiž středozemní elfové (Ayleidé) vyžívali v přivolávání daeder, a tak byla bariéra mezi světy Tamrielu a Oblivionu potrhána. První vládkyně císařství z lidské krve, sv. Alessia, se dohodla s bohem Akatoshem, že on bude svou silou udržovat brány Oblivionu zavřené a potomci Alessie budou vládnout impériu. Jedinou cestou, jak lze natrvalo zavřít brány do Oblivionu a zabránit tak hrozící invazi, je nalézt potomka z krve císařského rodu Septimů, dosadit ho na trůn a znovu zapálit Dračí ohně v Císařském městě. Jauffre jako nejvyšší představitel Čepelí, které slouží císaři nejen jako ochranka, ale i jako výzvědná služba, hráči prozradí, že jediným potomkem císaře je nemanželský syn Martin Septim, který bydlí ve městě Kvatch. Když hráč dorazí do tohoto města, zjistí, že daedra u města otevřely bránu do Oblivionu a na město zaútočily. Hráč proto musí poprvé proniknout bránou do světa Oblivionu, bránu odtamtud zavřít a spolu se strážemi zlikvidovat démony, kteří již pronikli do města. Po tomto úspěchu je ostatními obyvateli celého Cyrodiilu přezdíván jako Hrdina od Kvatche. Poté Martina doprovodí zpět do Weynonského převorství, odkud však v mezidobí členové kultu Mythic Dawn uloupili Amulet králů. Jauffre nařídí dopravit Martina do pevnosti Chrámu Vládce oblak, hlavního sídla Čepelí, v Jerallských horách nedaleko města Bruma. Hráč potom musí vypátrat, že uloupený amulet by mohl být ve svatyni Mehrunese Dagona, daedrického prince ničení a pohrom. Tam však hráč zjistí, že vůdce kultu Bájný úsvit Mankar Camoran s amuletem unikl magickým portálem do svého „Ráje“, který vytvořil pomocí knih Mysterium Xarxes, učebnic tohoto kultu. Hráč se alespoň této knihy zmocní a ji donese Martinovi, který jejím studiem dospěje k závěru, že pro amulet musí následovat Mankara Camorana do jeho Ráje. K vytvoření portálu musí hráč pro Martina nalézt několik ingrediencí – první je daedrický artefakt. Další je velký welkyndský kámen – nástroj staré magie středozemních elfů. Pak světcovu krev – starobylé brnění Tibera Septima, prvního císaře Třetího věku. A poslední je velký pečetní kámen – artefakt daedrické magie, který je srdcem jisté části Oblivionu. Velký pečetní kámen může být ale jedině ve Velké bráně Oblivionu, a to je také Martinův smělý plán: otevřít Velkou bránu u města Bruma a na pomoc povolat všechna Cyrodiilská města.
Po otevření Velké brány u Brumy musí hráč proniknout do světa Oblivionu a získat velký pečetní kámen jako poslední ingredienci k vytvoření portálu do Ráje Mankara Camorana. Tímto portálem, který Martin následně otevře, se hráč dostane do utopického Ráje, kde se musí probojovat přes Camoranovy přisluhovače a nakonec musí porazit i jeho samotného a jeho děti. Tím získá Amulet králů, s nímž Martin v doprovodu Čepelí a hráče cestuje do Císařského města, aby znovu zapálil Dračí ohně a ukončil tak invazi daeder ze světa Oblivionu. Rada s bojovým mágem Ocatem v čele sice souhlasí s Martinovým právem na trůn, ale v Císařském městě zuří boje s daedrami a hráč musí s Martinem proniknout do centra města k Chrámu Vyvoleného. Před chrámem ještě musí čelit samotnému vládci Oblivionu Mehrunesovi Dagonovi. Martin se probojuje do chrámu, pomocí amuletu se spojí s dračím bohem Akatoshem, stane se jeho avatárem a porazí Mehrunese Dagona. Tímto je Amulet králů zničen, Martin zmizí, trůn říše zůstane prázdný, ale všechny brány do Oblivionu jsou navždy zavřeny. V závěrečné promluvě Martin svěří budoucnost Tamrielu do rukou hráče a vyhlásí začátek Čtvrtého věku. Vlády se ujme Rada a bude hledat vhodného nástupce na trůn.

## Vývoj a vydání
Vývoj hry začal v polovině roku 2002 krátce před uvedením předcházejícího dílu The Elder Scrolls III: Morrowind a trval přes 4 roky. Vedle standardního vydání bylo vytvořena i sběratelská edice, která navíc obsahuje kapesního průvodce Tamrielské říše, bonusové DVD s materiály z průběhu vytváření hry a repliku císařské mince. Hra je založena na upravené verzi herního enginu Gamebryo a používá systém modelování tváří postav FaceGen, technologii Havok k zachovávání fyzikálních zákonů prostředí, v němž se hráč pohybuje, a technologii SpeedTree ke generování realisticky vyhlížejících rostlin.
V roce 2025 vyšel remaster hry.

## Stahovatelný obsah
Hra obsahuje editor The Elder Scrolls: Construction Set, s nímž je možné vytvářet doplňky hry v podobě různých zásuvných modulů, jak to bylo možné i u předcházejícího dílu série. Několik oficiálních zásuvných modulů bylo možno po zaplacení stáhnout z webových stránek společnosti Bethesda Softworks, později byly souhrnně vydány spolu s rozšířením o frakci Rytířů Devíti jako stejnojmenný datadisk Knights of the Nine. Po jeho vydání však byli někteří fanoušci hry zklamáni malým rozsahem rozšíření, pro které podle jejich názoru není možno vydané rozšíření považovat za řádný a plnohodnotný datadisk.
Dne 27. března 2007 byl vydán oficiální datadisk The Elder Scrolls IV: Shivering Isles, který se odehrává v „Říši šílenství“ daedrického prince Sheogoratha nazývané Shivering Isles. Jde o novou lokaci rozdělenou na dvě části: Mánii, která je jasná, barevná a přesycená, a Dementii, která je naopak temná, depresivní a klaustrofobická. V říši je jediné město Nový Sheoth. Datadisk kromě inovovaného herního světa obsahuje nové úkoly, předměty i nepřátele.